# Нёггерат, Иоганн Якоб
Иоганн-Якоб Нёггерат (нем. Johann Jakob Nöggerath; 10 октября 1788, Бонн, Кёльн — 13 сентября 1877, Бонн, Пруссия) — немецкий геолог, профессор геологии и горного дела в Боннском университете.
С 1814 по 1864 годы, занимал административные должности по горному ведомству. В качестве администратора и профессора, способствовал развитию горного дела в Пруссии. Известен как исследователь геологического строения рейнско-вестфальской области.
В честь него названо растение каменноугольного периода  —  Noeggerathia и лунный кратер Неггерат.  

## Избранная библиография
- «Das Gebirge in Rheinland-Westfalen» (Бонн, 1821—26, 4 тома);
- «Der Bau der Erdrinde nach dem heutigen Standpunkt der Geognosie» (Бонн, 1838);
- «Die Entstehung der Erde» (Бонн, 1843)[7];
- «Die Entstehung und Ausbildung der Erde» (Штутгарт, 1847);
- «Die gesammten Naturwissenschaften» (Эссен, 1877, 3 изд.);